# Пейотна пісня

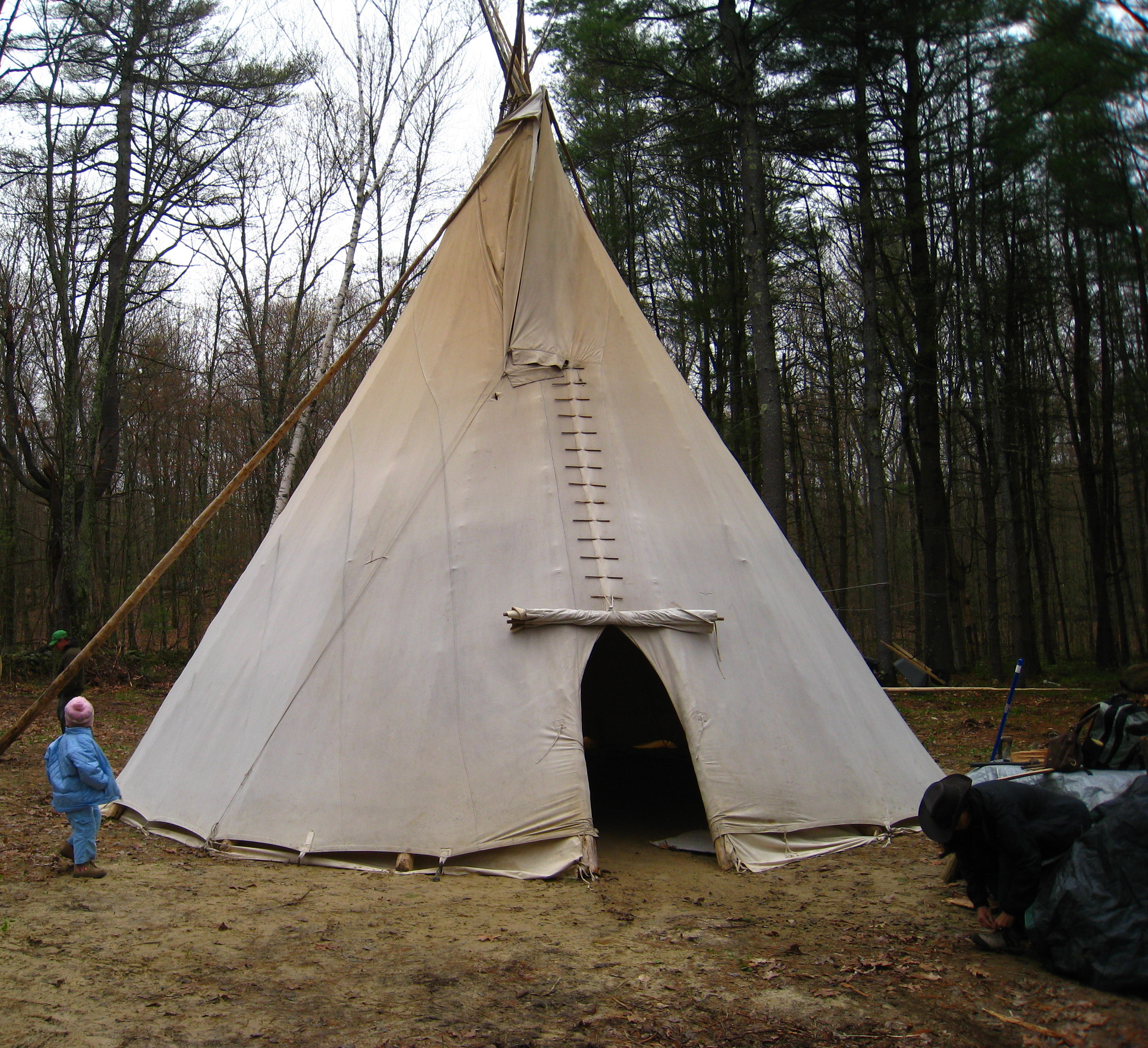
Тіпі — місце проведення пейотної церемонії.

Пейотні пісні, пісні пейотної церемонії — традиційні пісні, що супроводжують ритуальне вживання пейоту в культурі північноамериканських індіанців, які сповідують «пейотизм». Пісні не містять лексично осмисленого тексту і складаються з римованих складів, об'єднаних у «строфи», які можуть повторюватися по кілька разів з остинатним ритмом (ізоритмія). Для акомпанементу зазвичай використовують водяні барабани, а також тріскачки з гарбузів, на які нанесено специфічні пейотні мотиви. В ході нічної пейотної церемонії традиційно кожен із присутніх виконує по чотири пісні чотири рази, а ватажок церемонії в певні моменти виконує особливі пісні: пісню відкриття церемонії, пісню нічної води, світанкову пісню, пісню закриття церемонії (англ. opening song, night water song, morning sunrise song, closing song):117. Вважається, що пейотні пісні зародилися на території Мексики, а в область Великих рівнин їх принесли апачі:529.
Елементи пейотних пісень увійшли в популярну музику. Джазовий музикант індіанського походження Джим Пеппер відомий своєю піснею «Witchi Tai To», яку виконувало кілька співаків і груп — Harper's Bizarre, Ральф Тавнер, Ян Ґарбарек, Brewer & Shipley.